# Discotettix selysi
Discotettix selysi är en insektsart som beskrevs av Bolívar, I. 1887. Discotettix selysi ingår i släktet Discotettix och familjen torngräshoppor. Inga underarter finns listade i Catalogue of Life.